# Ґожиця (гміна Малехово)
Ґожиця (пол. Gorzyca) — село в Польщі, у гміні Малехово Славенського повіту Західнопоморського воєводства.
Населення — 205 осіб (2011).
У 1975-1998 роках село належало до Кошалінського воєводства.

## Демографія
Демографічна структура станом на 31 березня 2011 року:
|          | Загалом | Допрацездатний вік | Працездатний вік | Постпрацездатний вік |
| -------- | ------- | ------------------ | ---------------- | -------------------- |
| Чоловіки | 104     | 15                 | 80               | 9                    |
| Жінки    | 101     | 24                 | 57               | 20                   |
| Разом    | 205     | 39                 | 137              | 29                   |